# Heil dir im Siegerkranz
Heil dir im Siegerkranz (Hell dig i segerkrans) var Preussens nationalsång från 1840 till 1918 samt Kejsardömet Tysklands inofficiella nationalsång från 1871 till 1918. 
Hymnen spelades vid högtidliga tillfällen såsom kejsarens födelsedag, jubileum på årsdagen för slaget vid Sedan och kejsardömets utropande
Melodin är den samma som den brittiska nationalsången God Save the King, texten skrevs av pastorn Heinrich Harries för att fira Danmarks kung Kristian VII:s födelsedag 29 januari 1790. Den utkom, omarbetad av Balthasar Gerhard Schumacher, 17 december 1793 i Spenersche Zeitung som "Berlinarnas folksång" och blev kort därefter nationalhymn.